# I Know (canción de Drake Bell)
«I Know» es una canción del músico de pop rock Drake Bell y es el primer sencillo de su segundo álbum de estudio, “It's Only Time”. Fue lanzada el 17 de octubre de 2006 en los Estados Unidos y en formato de descarga digital el 21 de noviembre del mismo año. El video para "I Know", se estrenó en TRL de MTV el 9 de noviembre de 2006. Bell interpretó la canción en vivo en TRL de MTV el 6 de diciembre de 2006.

## Video musical
El vídeo muestra a una estrella famosa, interpretada por Bell, quien seduce y adula a mujeres jóvenes, lo cual hace que su supuesta novia,  (interpretada por Melissa Lingafelt) se enoje.  Mientras tanto, ella se enamora de un músico poco popular (también interpretado por Bell). El músico, Drake Bell, es visto durante el vídeo en su cuarto de música cantando mientras toca el piano.
El video musical de “I Know” ha recibido hasta octubre de 2022, casi 42 millones de reproducciones en Youtube.

## Reparto
- Drake Bell – Cantante, Piano
- Michael Corcoran (Backhouse Mike)– Guitarra
- Joe Travers – Batería
- C.J. Abraham – Bajo
- Rob Jacobs – Mezclas
- Melissa Lingafelt